# ماريانا خيمينيز
ماريانا كوروموتو مارتينيز خيمينيز (بالإسبانية: Mariana Jiménez) (مواليد 1 ديسمبر 1993 في كراكاس) عارضة أزياء وملكة جمال فنزويلية سابقة بعد تتويجها بلقب ملكة جمال فنزويلا 2014. ومثلت فنزويلا في مسابقة ملكة جمال الكون 2015.

## روابط خارجية
- موقع ملكة جمال فنزويلا الرسمي
- ملكة جمال فنزويلا العصر الجديد